# Isaac Rabin
Isaac Rabin (en hebreo: יִצְחַק רָבִּין‎, romanizado: Yitzhak Rabin, pronunciado [(j)itsˈχak ʁaˈbin]; Jerusalén, 1 de marzo de 1922-Tel Aviv, 4 de noviembre de 1995) fue un militar y político israelí. Fue el séptimo jefe del Estado Mayor de las Fuerzas de Defensa de Israel (FDI, Tzahal) (1964-1967) y el quinto primer ministro (1974-1977) —el primero nacido en el país, sabra— y nuevamente entre 1992 y 1995.  Como primer ministro, Rabin hizo hincapié en la mejora de la economía y la solución de los problemas sociales. En 1975, Rabin logró el primer Acuerdo provisional de paz con Egipto. En 1976, Rabin ordenó la Operación Entebbe para el rescate de los pasajeros de Air France secuestrados. En 1994, logró firmar con el rey Hussein el primer Tratado de paz entre Israel y Jordania. En 1994, recibió el Premio Nobel de la Paz por sus esfuerzos por lograr la paz entre el Gobierno de Israel y la Organización para la Liberación de Palestina que culminó en los Acuerdos de Oslo y fue galardonado con el Premio Príncipe de Asturias de Cooperación Internacional.

## Juventud

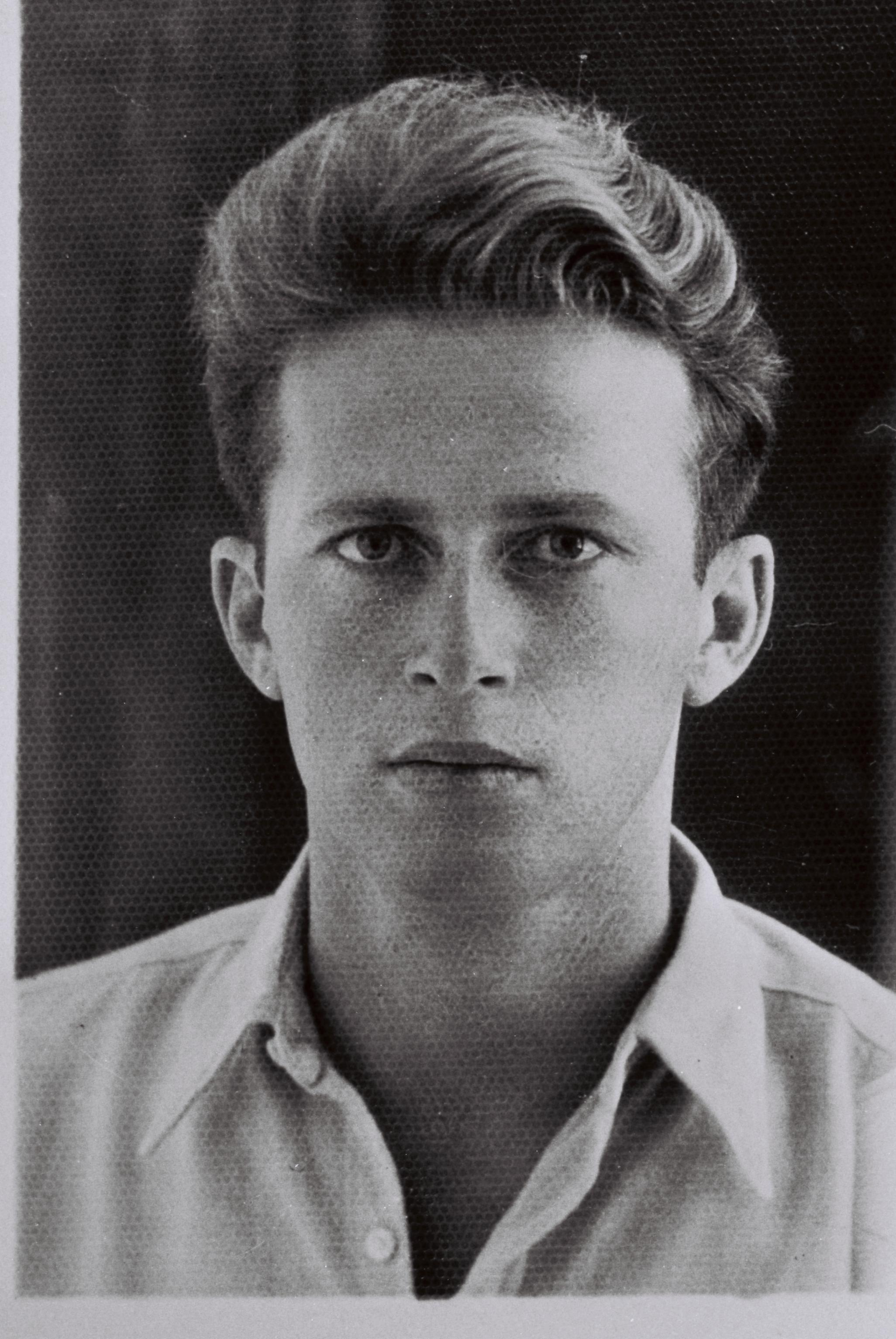
Isaac Rabin, en la adolescencia.

Sus padres, Nehemiah y Rosa, fueron pioneros de la tercera Aliyá. Nehemia Rubichov, nacido en una pequeña ciudad ucraniana en 1886, perdió a su padre cuando era muy niño y desde joven trabajó para apoyar a su familia. A la edad de 18 años, emigró a los Estados Unidos, donde se unió al partido de Poalei Zion (Trabajadores de Sion) y modificó su apellido a Rabin. En 1917 fue a Palestina con los voluntarios del Hagdud Ha’ivri (Legión Judía), determinados para asentar Eretz Israel (Tierra de Israel). La madre de Isaac, Rosa Cohen, nació en 1890 en Maguilov en Bielorrusia. Su padre, un rabino, se opuso al movimiento sionista, y envió a Rosa a una escuela secundaria cristiana para señoritas en Homel, permitiéndole adquirir una amplia educación general. Desde joven, Rosa tomó interés en causas políticas y sociales, para ser pionera y activista en el Movimiento Socialista[cita requerida]. En 1919, realizó su aliyá a Palestina en la famosa embarcación Roselán, primera embarcación de olim después de la Primera Guerra Mundial. Después de trabajar en un kibutz en las orillas del Kineret (Mar de Galilea), se trasladó a Jerusalén.
Rabin contaba con tan solo 7 años de edad en 1929, cuando fueron asesinados 135 judíos en ciudades y asentamientos a manos de vándalos árabes, durante la Matanza de Hebrón. En 1936 comenzó otra violenta ola de rebelión contra los asentamientos judíos que continuó durante tres años. Durante aquel episodio fueron asesinados 630 judíos y sus posesiones incendiadas. Esa sensación de pequeños asentamientos en continua lucha por su supervivencia lo acompañó por muchos años. 
Identificado con el ideal sionista, desde su juventud estudió y se graduó en la Escuela Agrícola "Kaduri" de Galilea, a los pies del monte Tabor. Su sueño era viajar a los Estados Unidos para estudiar Ingeniería en Sistemas de Riego, para poder así resolver uno de los grandes problemas de Israel. Pero, en lugar de eso, en 1941 entró a formar parte de la Haganá, ejército clandestino hebreo durante los últimos años del Mandato Británico de Palestina, y especialmente de su cuerpo de élite, el Palmaj. Y así se unió un graduado de la Escuela Agrícola a las Fuerzas del Palmaj.
El tema de seguridad pasó a ocupar un lugar central en la vida del joven Rabin. «La realidad de nuestro pueblo y de nuestra vida nos urgía a estar siempre a la defensiva».

## Resistencia
El 29 de junio de 1946 fue detenido por las autoridades británicas por ser activista del Palmaj junto con su padre, y puesto tras las rejas durante cinco meses. Por aquella época, estaba Rabin relacionado con la Aliyá (inmigración). Los gobernantes del Mandato Británico prohibieron la inmigración judía. Tampoco permitieron la inmigración de refugiados provenientes de Europa tras la finalización de la Segunda Guerra Mundial. Y fue a través de la Aliyá Beth (inmigración clandestina) que los judíos pudieron ingresar a Israel. Aquellos que fueron atrapados por las fuerzas británicas, fueron encarcelados primeramente en el campamento de arresto de Atalit, para ser posteriormente transportados a un campo de concentración en Chipre. En una audaz maniobra militar comandada por Rabin, fue atacado el campamento de Atalit. Rabin fue el primero en ingresar al campamento y el último en salir. Sobre este rescate de olim comentó Rabin: «[...] coloqué un niño sobre mis hombros y tuve una extraña sensación. Llevar conmigo un niño judío, conmocionado, paralizado por el miedo. Un niño del holocausto [...]».

## Carrera militar
Ascendido rápidamente, comandó el regimiento "Har'el" durante la Guerra de la Liberación (1948-49), cuyo papel principal fue la conquista de Jerusalén occidental. Entre el 29 de noviembre de 1947, fecha en la cual se tomó la decisión en las Naciones Unidas sobre el levantamiento de un Estado Judío en Eretz Israel y hasta la proclamación de la Independencia de Israel el 14 de mayo de 1948, Jerusalén pasó a ser centro de enfrentamientos entre árabes y judíos, cuyas partes sabían bien de la importancia que tenía la victoria en los mismos.
Entre Jerusalén y los valles circundantes no había casi población judía y la ciudad quedaba supeditada a un aprovisionamiento externo de alimentos, agua, combustible y municiones. La responsabilidad de Rabin era de gran peso. Debía asegurar el nexo de comunicación hacia Jerusalén para permitir así el paso de las caravanas de provisiones hacia la ciudad cercada.
Rabin no estaba defendiendo un puesto u otro, sino a la ciudad entera. En el marco de la Operación Dani, que supuso la conquista israelí de las ciudades árabes de Lydda y Ramle, Rabin firmó la orden de expulsión de los 50.000 habitantes de ambas ciudades.
Nombrado por el primer ministro y Ministro de Defensa David Ben-Gurión, participó de las conversaciones de Rodas entre Israel y Egipto, que redactaron las condiciones del armisticio y cese el fuego entre ambos países. Fue esta, su primera experiencia en negociaciones concernientes a la Paz.
En la cumbre de los combates, en 1948, contrajo matrimonio con Leah Labit Schlusberg, con la cual estuvo casado durante 47 años. En 1950 nació Dalia, su primera hija, y cinco años después, Yubal, su segundo hijo.
Concluida la guerra de Independencia, prosiguió la carrera militar en la Haganá, convertido desde la creación del Estado en el Ejército de Defensa de Israel (צה"ל, Tzáhal, por sus siglas en hebreo). Como parte del ríspido proceso de consolidación del ejército, participó en el controvertido bombardeo y hundimiento en 1948 del barco secesionista armado "Altalena", por orden del primer ministro David Ben-Gurión, acto que terminó por apagar las voces disidentes de ex-milicianos encabezados por Menájem Beguin, y selló la unidad de las facciones en torno al Tzáhal. 
El Comandante en Jefe, Mordejai Maklef, decidió que para capacitar al joven Rabin en el mando de Tzáhal, habría de recibir altos estudios militares en el exterior. En 1952 partió el joven oficial hacia Inglaterra al Colegio de Comando y Jefatura de Camberley. Una sorpresa se llevó al llegar y ver que el jefe de oficiales del colegio, no era sino el mismo comandante británico que lo arrestó aquel "sábado negro" en el año 1946.
Moshé Dayán, nombrado Comandante en Jefe, en lugar de Maklef, ordenó el regreso de Rabin, para nombrarlo así encargado de instrucción de Tzahal. El entonces Coronel Rabin recibió el grado de general y a los 31 años fue el más joven de los generales de la historia del ejército israelí.
Participó en la segunda guerra árabe-israelí, la Campaña del Sinaí de 1956. 
En 1961 fue nombrado subcomandante en jefe y en 1964 fue nombrado jefe del Estado Mayor, cargo desde el cual reorganizó al ejército.

### La victoria de la Guerra de los Seis Días
Tres semanas antes de la Guerra de los Seis Días, en 1967, el Ramatcal (Comandante en Jefe) no suponía que una nueva guerra entre Israel y los países árabes fuera posible. El 15 de mayo las fuerzas egipcias comenzaron a acumularse en el Sinaí y la tensión creció. Los egipcios ordenaron a las fuerzas de la ONU, que inspeccionaban los límites desde la Guerra del Sinaí en 1956, que se retiraran, cosa que realizaron con suma rapidez. Egipto, en otra acción belicosa, también proclamó el cierre del Estrecho de Tirán a las embarcaciones israelíes que hacían su camino hacia Eilat.
Ante los acontecimientos, Rabin ordenó la preparación del dispositivo militar en el sur de Israel y llamó a las unidades de reserva.
Nasser, entonces presidente de Egipto, que visitaba a los soldados en las bases del Sinaí, proclamó con orgullo: «¿Rabin nos amenaza con guerra? Nuestra respuesta es "Ahalan Usahalan" (bienvenidos).» La Unión Árabe se fortaleció cuando Siria y Jordania se aliaron.
La guerra era inevitable. En la mañana del 5 de junio de 1967 se le dio a Rabin "luz verde" para abrir una guerra de prevención. En un solo golpe, breve, eficiente y aplastante, la Fuerza Aérea Israelí derribó la casi totalidad de los aviones del enemigo. El control del espacio aéreo era entonces total. 
En el transcurso del primer día Rabin ordenó accionar contra el frente egipcio en el Sinaí y la Franja de Gaza. En tan solo cuatro días se recibió la rendición incondicional y el Tzahal se situó en la orilla oriental del Canal de Suez.
Mientras las Fuerzas de Defensa de Israel cruzaban a la orilla occidental del canal, en Jerusalén se llevaban a cabo amargos encuentros. Los jordanos abrieron fuego a lo largo del límite entre las dos partes de la ciudad en el primer día de la guerra. Las fuerzas de la Legión Jordana se apoderaron del castillo del Alto Comisionado, utilizado como cuartel general por los observadores de las Naciones Unidas. La respuesta Israelí fue contundente y decisiva. De ahí en adelante, se esparció la guerra por toda Jerusalén. 
Tras tres arduos días de combate, cedió el frente jordano hasta el Puente Jordano. La entrada del Comandante en Jefe, Isaac Rabin, junto al Ministro de Defensa de Israel, Moshé Dayán y el general a cargo de la Zona Centro, Uzi Narkis, a la ciudad vieja fue histórica.
El último eslabón en la guerra fue el combate contra los sirios. Rabin quería asestar duros golpes a éstos, pero el Ministro de Defensa, Moshe Dayan, demoró la orden. Finalmente la "luz verde" llegó, y el ataque se produjo en el quinto día de enfrentamientos. El cese al fuego llegó cuando el Tzahal dominó todo el Golan, incluyendo la parte sur del Monte Hermón.
Las líneas del cese al fuego crearon nuevos límites. En ese momento, el Comandante en Jefe del Ejército, Rabin, decidió cambiar su táctica de prevención y alejamiento del enemigo, para otra táctica de frente de contención.
El triunfante Rabin declaró durante su discurso en el Monte Scopus liberado, a la hora que recibió el Título de Honor de Doctor de Filosofía: 

La victoria fue conseguida por el valiente espíritu de nuestras fuerzas del Tzahal. Este ejército, del cual tuve la oportunidad y el honor de encontrarme a su cabeza, del pueblo viene y al pueblo vuelve. Un pueblo que se alzó en horas de opresión y que puede enfrentar a todo enemigo gracias a su preparación y nivel ético, espiritual, en momentos de verdadera prueba.

Isaac Rabin fue denominado El Comandante de la Guerra de los Seis Días, quien pocos meses después de la guerra se retiró de sus funciones. Para él, finalizaron 27 años de servicio militar. En 1968, fue designado Embajador de Israel en los Estados Unidos de América.

## El embajador Isaac Rabin
En 1968 fue nombrado embajador de Israel en los Estados Unidos, cargo que cumplió hasta 1973, y durante el cual adquirió una visión amplia de las relaciones internacionales, y entabló relación personal con la cúpula política de Washington.
Rabin no era parte de aquellos embajadores cuya diplomacia era parte inseparable de su ser. No conocía los protocolos y hasta los cócteles le eran extraños. Rabin creó un contacto personal, abierto y sincero. Las relaciones de confianza crecieron entre los dos congresos y gustaban de escuchar sus análisis.
Rabin concentró sus esfuerzos en convencer al gobierno de la necesidad de aprovisionar al Tzahal con los más sofisticados armamentos. Explicaba Rabin:

Podemos observar, a corto plazo, que los árabes no han cedido sobre su objetivo de no-conciliación con Israel, es decir, sobre su objetivo de destrucción de Israel. Los riesgos que esto supone para los árabes mismos, son limitados, sin ser decisivos. Sin embargo, en la realidad actual de Medio Oriente, el fracaso de Israel significaría su destrucción.

El embajador reconocía que no era posible llegar a una rendición militar completa, pero que era necesario solidificar la seguridad y potencia de Israel, para lograr como objetivo final la paz con los estados árabes.
Isaac Rabin regresó de su cargo de embajador en Washington en la primavera de 1973.

## De diplomático a primer ministro
A su regreso a Israel, se afilió al  Partido Laborista israelí; aunque la guerra de Yom Kipur de octubre de 1973, le encontró sin cargo público alguno.
En las elecciones de diciembre de 1973, resultó elegido a la Knéset, el Parlamento israelí, y pasó a formar parte del gobierno laborista de la primera ministra Golda Meir, de la cual se había ganado la confianza al desempeñar su puesto de embajador, quien le nombró Ministro de Trabajo.
Hacia las postrimerías de su mandato, en 1976, el gobierno de Rabin comenzó a denotar síntomas de crisis: el aumento de la inflación, a consecuencia de la crisis energética mundial que devino luego de la guerra de Yom Kipur; renombrados casos de corrupción, como el que culminó con el suicidio de su ministro de la Construcción, Abraham Ófer; y por último, el voto de desconfianza por parte de los partidos religiosos de su coalición gubernamental, motivado por el arribo de los primeros aviones F-15 de la Fuerza Aérea Israelí una vez comenzado ya el shabat, que lo obligaron a llamar a elecciones anticipadas, para el 17 de mayo de 1977.

## Opositor y ministro
Las luchas internas y la intensa rivalidad entre Peres y Rabin, marcaron sus años siguientes como diputado opositor (1977-1984). Años aquellos de bajo perfil público y político, Rabin escribió en esta época su autobiografía: "Foja de Servicio" (פנקס שירות, Pinkás Sherut), célebre por sus acérrimas críticas a Shimon Peres, a quien tilda en su libro de "incansable intrigante", fiel a su vocabulario directo y sin tapujos.
Entre 1984 y 1990, ocupó el cargo de ministro de Defensa de sendos gobiernos de coalición nacional, presididos alternadamente por Peres e Yitzjak Shamir, que establecieron un sistema de rotación en los cargos de primer ministro; no así Rabin, que continuó en su cargo ministerial ininterrumpidamente hasta la disolución de la coalición bipartidista, en 1990. Durante su mandato, ordenó la retirada casi completa del ejército israelí del Líbano (1985), salvo una franja de seguridad a lo largo de la frontera que no sería evacuada hasta el año 2000; y estalló la primera intifada palestina, el 9 de diciembre de 1987. Entre 1990 y 1992, volvió a ocupar su banca en la Knéset como diputado de la oposición.

## Segundo periodo como primer ministro

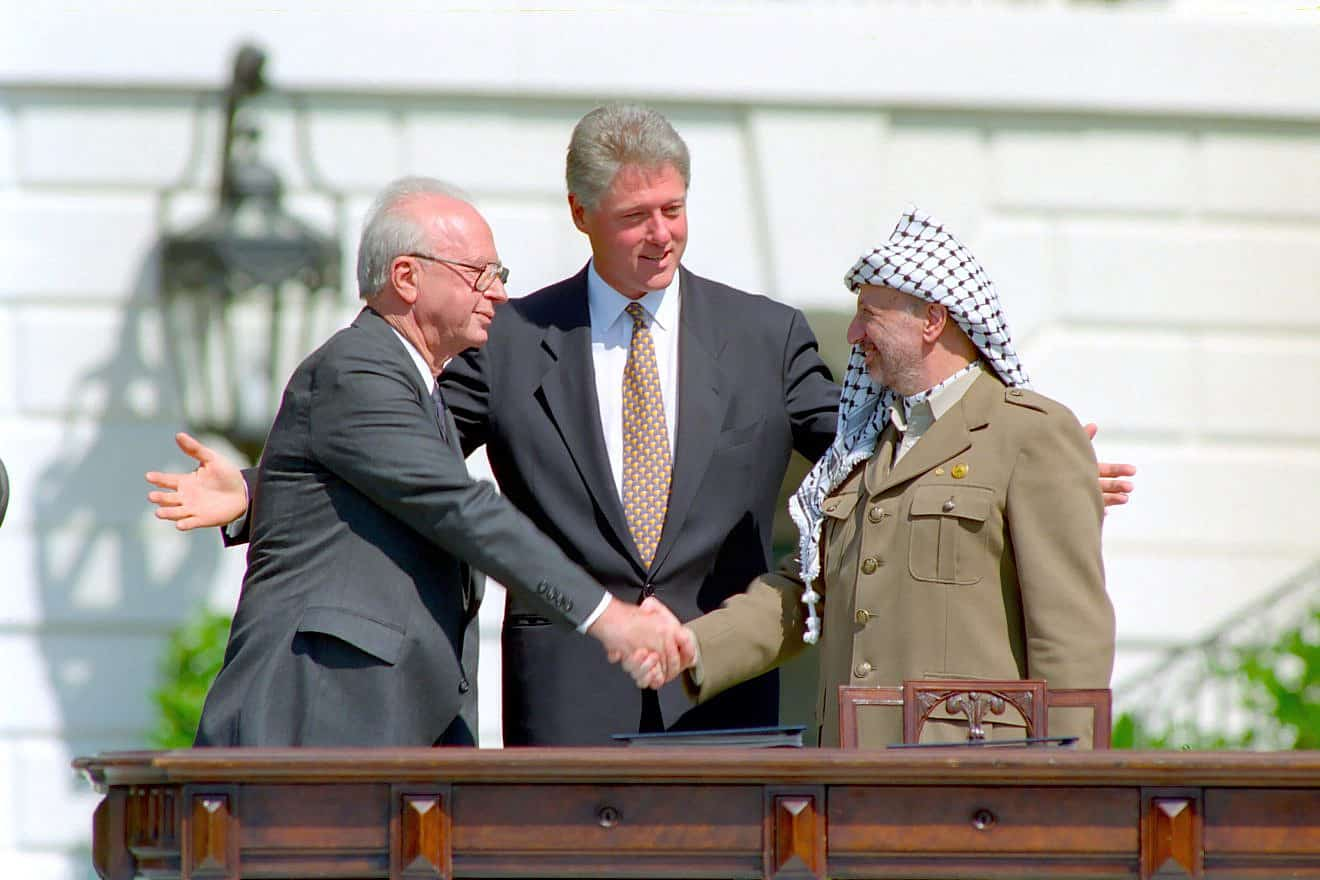
Isaac Rabin, Bill Clinton, y Yasser Arafat durante la firma de los Acuerdos de Oslo en la Casa Blanca, el 13 de septiembre de 1993.

Isaac Rabin se impuso a Shimon Peres en unas elecciones primarias, y fue elegido candidato a primer ministro por el Partido Laborista, al que brindó una contundente victoria electoral, la primera en 18 años. Isaac Rabin asumió su segundo periodo como primer ministro de Israel el 13 de julio de 1992, a la edad de 70 años, manteniendo en sus manos también la cartera de Defensa. A pesar de su larga rivalidad rayana en la enemistad, nombró a Peres como su Ministro de Asuntos Exteriores, quien decidió revivir las alicaídas conversaciones de Madrid, por medio de unas negociaciones secretas celebradas en Oslo, en un principio entre intelectuales israelíes y miembros de la Organización para la Liberación de Palestina (OLP), y posteriormente con la intervención de representantes oficiales israelíes, encabezados por el propio Ministro de Exteriores.
Peres logró convencer a Rabin de superar su natural aversión al líder de la OLP, Yasser Arafat, a quien consideraba jefe de una banda terrorista; y con una gran dosis de pragmatismo y contando con el aval de los Estados Unidos, aceptó las negociaciones secretas de Oslo, que condujeron a los acuerdos de Oslo firmados en Washington el 13 de septiembre de 1993. Al cabo de los acuerdos, Arafat regresó a Gaza como titular de un gobierno autónomo con autoridad inicialmente sobre la Franja de Gaza y Jericó, que posteriormente se iría extendiendo a otros territorios de Cisjordania. Rabin firmó también el Tratado de Paz alcanzado con el rey Hussein de Jordania, el 26 de octubre de 1994. Sus esfuerzos fueron reconocidos con la concesión, junto a Yasser Arafat y a Shimon Peres, del Premio Nobel de la Paz del año 1994, y del Premio Príncipe de Asturias de la Concordia del mismo año, conjuntamente con Arafat. Uno de los efectos colaterales del proceso de paz fue la reconciliación entre Rabin y Peres, que pasaron a ser confidentes e íntimos colaboradores, con una misma meta en común.

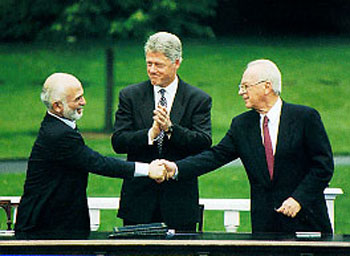
Apretón de manos entre Hussein de Jordania e Yitzchak Rabin, acompañados por Bill Clinton, durante las negociaciones de paz entre Israel y Jordania, el 26 de octubre de 1994.

Durante su segundo y crucial periodo de gobierno, Rabin experimentó una profunda metamorfosis, al pasar de una concepción puramente militar del conflicto entre israelíes y palestinos, mantenida hasta su firme lucha contra la intifada como ministro de Defensa, a un convencido promotor del difícil acercamiento a los palestinos en busca de la paz en la región. Su fórmula «paz a cambio de territorios» aspiraba a proporcionar a Israel unas fronteras seguras, una normalidad en las relaciones con los países vecinos y una aceptación por la comunidad internacional, a cambio de ceder a los árabes parte de los territorios conquistados en los sucesivos enfrentamientos bélicos. 
Sin embargo, los años que siguieron a Oslo, vieron al país sumirse en un paulatino proceso de crispación, alimentado por los primeros grandes atentados terroristas suicidas perpetrados por extremistas islámicos (22 muertos en el autobús de línea 5 en Tel Aviv el 19 de octubre de 1994; o 21 muertos en el doble atentado de Bet Lid el 22 de enero de 1995, entre otros) y extremistas judíos (29 muertos en la Masacre de Hebrón el 25 de febrero de 1994); así como por la creciente oposición de la derecha israelí a las sucesivas retiradas y percibidas concesiones israelíes a los palestinos; y las discrepancias entre las partes acerca de la implementación de los acuerdos, entre otras causas. 
El clima de exaltación y revuelta vivido en Israel durante el año 1995, fue fomentado por la derecha nacionalista opuesta a la política del gobierno de Rabin, que se lanzó a una campaña de deslegitimación dirigida personalmente contra el mandatario, llamando a manifestaciones en que se trataba a Rabin de «traidor» u otros vituperios del estilo. El ambiente se vio exacerbado por la relativa rapidez del lenguaje del primer ministro, que se refería a sus detractores y opositores con un dejo de desdeño, y a la posición tomada por ciertos rabinos, que insinuaron que la ley judía equiparaba efectivamente la entrega de tierras a los palestinos a una traición, que debía ser evitada a toda costa.

### Premio Nobel de la Paz
El Premio Nobel de la Paz de 1994 fue otorgado a Isaac Rabin, Shimon Peres y Yasir Arafat. Los tres políticos desempeñaron un gran papel en la búsqueda de la paz en el Medio Oriente, y se vieron recompensados por sus esfuerzos desde los Acuerdos de Oslo. En su discurso en la ceremonia de entrega de premios, Rabin describió su propio desarrollo «de héroe de la guerra a héroe de la paz». 
Tras la firma de la Declaración de Principios, extremistas que se oponen al proceso de paz iniciaron una campaña de atentados terroristas. Isaac Rabin se comprometió a proseguir el proceso de paz como si no hubiera terrorismo, mientras que la lucha contra el terrorismo continuaba como si no hubiera proceso de paz. El 4 de mayo de 1994, Rabin firmó el Acuerdo de Gaza y Jericó, que concedía la autonomía a los palestinos en Gaza y Jericó. Las FDI se retiraron de Jericó y de la Franja de Gaza, pero siguió defendiendo los asentamientos judíos en los territorios. El 24 de septiembre de 1995, Israel y la OLP firmaron los Acuerdos de Oslo B, que amplió las zonas bajo el control de la nueva Autoridad Palestina en Cisjordania. El 26 de octubre de 1994 se firmó un Tratado de Paz entre Israel y Jordania, la culminación del proceso de paz en Oriente Medio.

## Asesinato

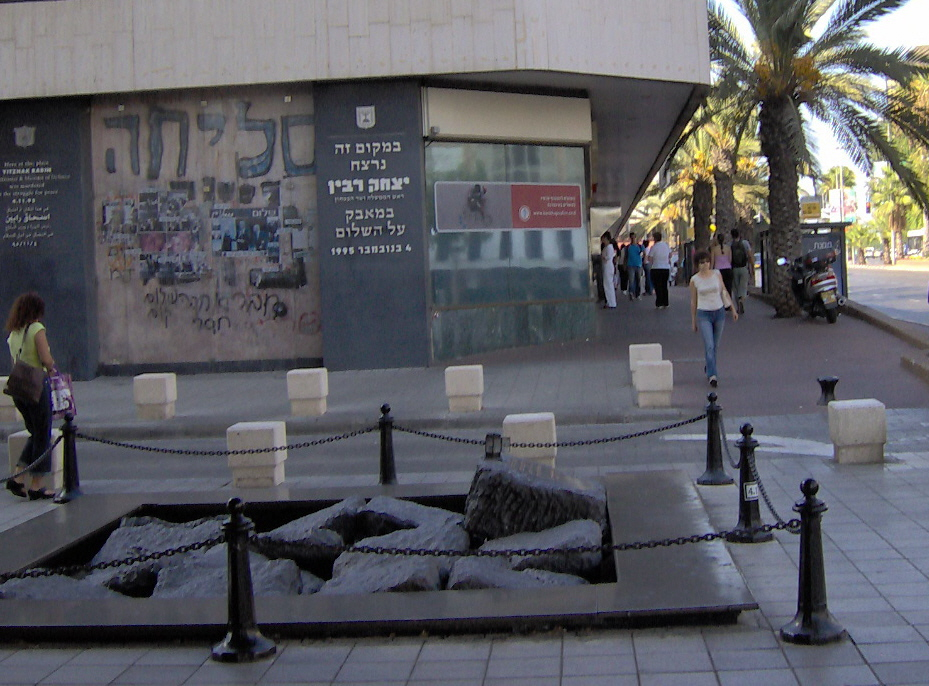
El monumento erigido en el sitio exacto del magnicidio: calle Ibn Gabirol entre el Ayuntamiento de Tel Aviv y Gan Ha'ir

El sábado 4 de noviembre de 1995, con el ánimo de reforzar a los partidarios del proceso de paz, fue convocado un acto multitudinario en la plaza de los Reyes de Israel (hoy plaza Yitzjak Rabin), de Tel Aviv, con el eslogan «Sí a la paz, no a la violencia», con la participación de artistas y políticos de centroizquierda e izquierda, encabezados por el propio primer ministro. En su último discurso dirigido a los miles de participantes declaró:

«Fui hombre de armas durante 27 años. Mientras no había oportunidad para la paz, se desarrollaron múltiples guerras. Hoy, estoy convencido de la oportunidad que tenemos de realizar la paz, gran oportunidad. La paz lleva intrínseca dolores y dificultades para poder ser conseguida. Pero no hay camino sin esos dolores.»

Al culminar la asamblea, y después de cantar La canción de la paz (שיר לשלום) a las 21:40, procedió Rabin a retirarse del lugar, bajando del estrado por unas escaleras laterales, al final de las cuales le esperaba Yigal Amir quien le disparó por la espalda instantes antes de subir a su coche oficial. Isaac Rabin, gravemente herido, fue llevado de urgencia al hospital Íjilov ubicado en las proximidades, donde fue declarado muerto al cabo de 40 minutos de haber ingresado.

## La despedida

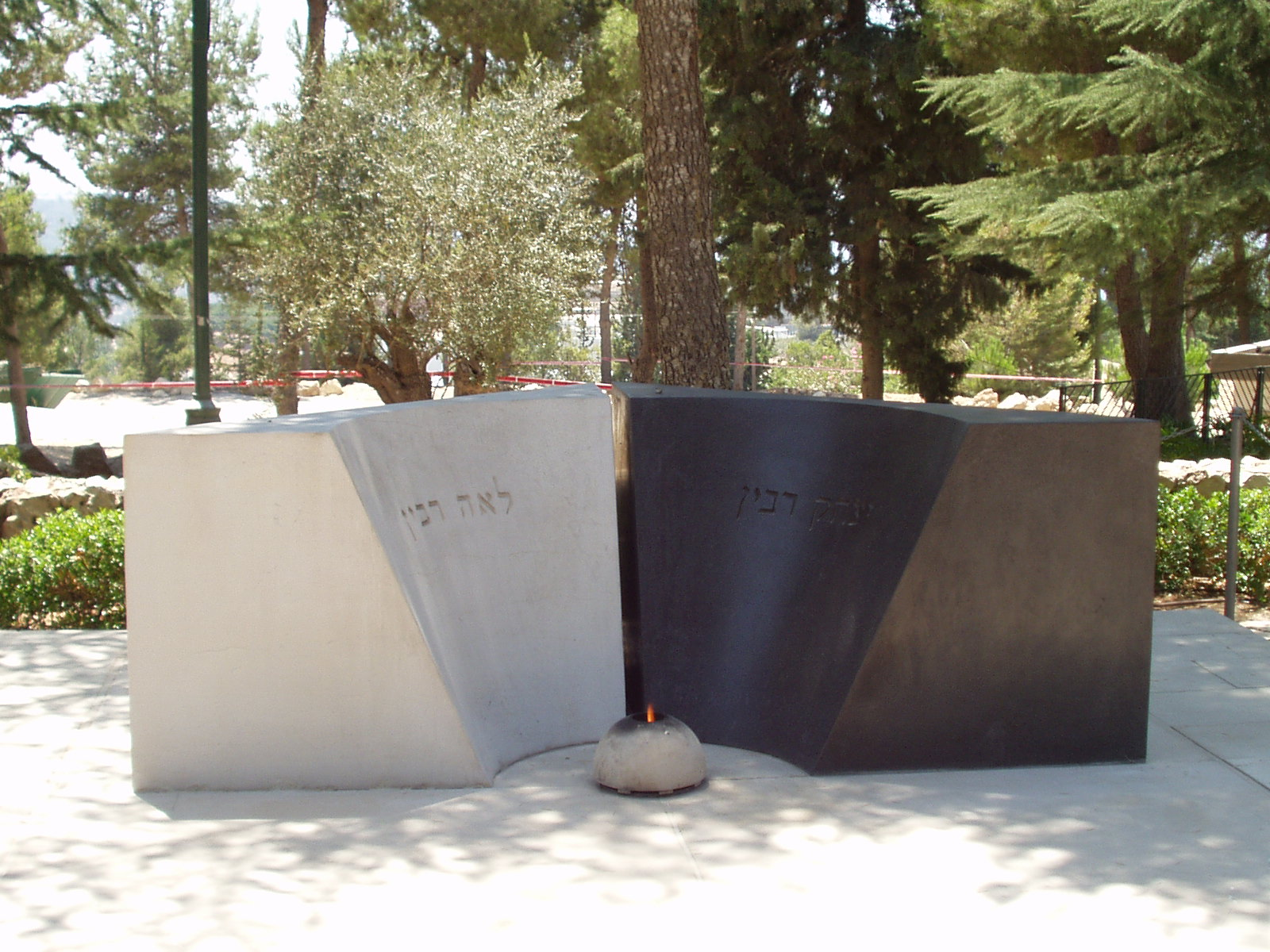
Tumbas de Isaac y Leah Rabin, Cementerio de Monte Hertzl, Jerusalén.

El entierro del primer ministro tuvo lugar dos días después de su asesinato, el 6 de noviembre de 1995, en el cementerio del monte Herzl, en Jerusalén, y fue de los más multitudinarios que haya habido en el moderno estado de Israel. Ese día cesó toda actividad y la nación prácticamente entera vistió de luto. Participaron en él jefes de Estado y primeros ministros de todo el mundo: el presidente de los Estados Unidos Bill Clinton, el rey Hussein de Jordania, el presidente del gobierno español Felipe González, el presidente egipcio Hosni Mubarak, el canciller alemán Helmut Kohl, el presidente de Francia Jacques Chirac, el primer ministro ruso Viktor Chernomyrdin, el secretario general de la ONU Butros Butros-Ghali, entre otros muchos. La nieta de Rabin, Noa, pronunció un sentido discurso. «Shalom, amigo» (שלום חבר), con estas palabras lo despidió el presidente estadounidense. El rey Hussein de Jordania declaró: «Siempre mientras viva, estaré orgulloso de haberle conocido, con él trabajé cual colega, cual hermano».
El parlamento israelí declaró el día del asesinato de Rabin de conmemoración obligatoria para todo el país.

## Nombramientos y reconocimientos
| Predecesor: Tzvi Tzur                        | Comandante de las Fuerzas de Defensa de Israel 1964 - 1968 | Sucesor: Chaim Bar-Lev  |
| Predecesor: Avraham Harman                   | Embajador de Israel en los Estados Unidos 1968 - 1973      | Sucesor: Simcha Dinitz  |
| Predecesor: Golda Meir                       | Líder del Partido Laborista Israelí 1973 - 1977            | Sucesor: Shimon Peres   |
| Predecesor: Golda Meir                       | Primer ministro de Israel 1974 - 1977                      | Sucesor: Menájem Beguin |
| Predecesor: Moshe Arens                      | Ministro de Defensa de Israel 1984 - 1990                  | Sucesor: Yitzhak Shamir |
| Predecesor: Yitzjak Shamir                   | Primer ministro de Israel 1992 - 1995                      | Sucesor: Shimon Peres   |
| Predecesor: Moshe Arens                      | Ministro de Defensa de Israel 1992 - 1995                  | Sucesor: Shimon Peres   |
| Predecesor: Shimon Peres                     | Líder del Partido Laborista Israelí 1992 - 1995            | Sucesor: Shimon Peres   |
| Predecesor: Nelson Mandela Frederik de Klerk | Premio Nobel de la Paz 1994                                | Sucesor: Joseph Rotblat |

| Predecesor: Cascos azules de la Organización de las Naciones Unidas destinados en Yugoslavia | · Premio Príncipe de Asturias · de Cooperación Internacional · junto con Yasir Arafat · 1994 | Sucesor: Mário Soares |